# Isla Jesús
La Isla Jesús (en francés: Île Jésus)  es la segunda mayor isla del archipiélago de Hochelaga con 242 km², está ubicada en la provincia de Quebec, al este de Canadá), y junto con las Islas Laval y varias islas más pequeñas constituye parte de la ciudad de Laval. 
Está separada de la Isla de Montreal por la Rivière des Prairies.